# نیم‌رخ توپوگرافی

نمونه‌ای از نیم‌رخ توپوگرافی. بخش پایینی نمودار چند منحنی تراز را با خطی مستقیم که از محل بیشینه می‌گذرد نشان می‌دهد. منحنی بالا اندازه‌ها را در راستای خط مستقیم نشان می‌دهد.

نیم‌رخ توپوگرافی (انگلیسی: Topographic profile) یا برش توپوگرافی نمایش ناهمواری‌های سطح زمین به وسیله سطح مقطع خط‌های موجود در نقشه توپوگرافی است. هر خط تراز در نقشه توپوگرافی به شکل خط بسته‌ای تعریف می‌شود که نقاط هم‌ارتفاع را به یکدیگر متصل می‌کند.در نیمرخ توپوگرافی معمولاً مقیاس افقی بدون تغییر و مانند نقشه ترسیم می‌شود، ولی به منظور درک بهتر عناصر ناهمواری توصیه می‌شود که مقیاس عمودی دارای اغراق و بزرگ‌نمایی باشد. مقدار اغراق با توجه به شیب و دامنه ناهمواری متفاوت است ولی معمولاً بین سه تا پنج برابر مقیاس افقی در نظر گرفته می‌شود.
مجموعه‌ای از خط‌های موازی که با فاصله داخلی یکسان روی نقشه به نمایش در می‌آیند را می‌توان جهت نمایش سه‌بعدی یک منطقه در نقشه‌های توپوگرافی به کار برد. امروزه با پیشرفت علوم رایانه‌ای، مدل‌های سه بعدی پیشرفته‌تر چشم‌اندازها را می‌توان از مدل‌های رقومی ارتفاعی زمین تهیه کرد.

## کاربردها
یکی از مهم‌ترین کاربردهای نیم‌رخ‌های توپوگرافی در ساخت سازه‌های با طول زیاد و عرض کم مانند راه‌ها و خط لوله انتقال است.
گاهی نیم‌رخ‌های توپوگرافی در کنار نقشه‌هایی مانند مسیرهای ناوبری، کاوش و اکتشاف و به ویژه نقشه‌های زمین‌شناسی چاپ می‌شود که در نقشه‌های زمین‌شناسی ساختار داخلی سنگ‌های موجود در یک منطقه را نشان می‌دهد.
افرادی که به مطالعه منابع طبیعی مشغول هستند مانند زمین‌شناسان، ژئومورفولوژیست‌ها، دانشمندان علوم خاک و پوشش گیاهی از ترسیم نیم‌رخ به منظور مشاهده ارتباط میان منابع طبیعی و تغییرات توپوگرافی و تحلیل مسائل مختلف استفاده می‌کنند.